# 舘池亮佑
舘池 亮佑（たていけ りょうすけ、2003年1月3日 - ）は、東京都出身のプロ野球選手（投手）。右投左打。ルートインBCリーグの山梨ファイアーウィンズ所属。

## 経歴

### プロ入り前
東京都日野市出身。小学校2年生から野球を始める。日野市立大坂上中学校から福島県の聖光学院高等学校に進学。2年時に元ヤクルト林昌勇投手を参考にして、手足の長さを生かしたサイドスローに転向。3年時は新型コロナウイルス感染症（COVID-19）の流行により、全国高等学校野球選手権大会が中止に。独自大会として開催された福島2020夏季高等学校野球大会では、背番号「1」を着けチームを優勝に導く。大会では5戦全てに登板し3完投、わずか3失点であった。そのうち、2回戦の日大東北戦では9回10奪三振の完封勝利を記録。決勝の光南戦でも完封勝利を記録した。県大会閉幕後に開催された「東北地区高等学校野球大会」（東北6県の独自大会の優勝校によるトーナメント大会）でもチームは優勝。決勝の仙台育英戦では143球の熱投で5安打完封勝利を記録しNPB球団のスカウトからも注目された。
高校卒業後は首都大学野球連盟に所属する東京経済大学に進学。1年時からリーグ戦に複数試合出場し、2022年春季リーグ戦ではベストナイン・投手として表彰選手に選ばれる。その後、大学を中退し2023年7月にプロ野球独立リーグ・ルートインBCリーグに加盟する新潟アルビレックス・ベースボール・クラブに練習生として契約する。

### BCリーグ新潟・オイシックス新潟時代
入団時は練習生契約であったが、8月に選手契約を結ぶ。背番号30。シーズン終盤での選手契約であったことから、2023年は2試合のみの登板に終わる。
2024年シーズンは背番号を48に変更。球団がNPBファームに加入したことによりイースタン・リーグでの出場となるが、登板機会に恵まれず公式戦は2試合の登板、北海道フロンティアリーグとの交流戦で1試合登板したのみであった。10月に球団から退団の発表がされる。

### 山梨ファイアーウィンズ時代
ルートインBCリーグに2025年からの正式加盟とリーグ戦参加が決定していた山梨ファイアーウィンズへの入団が2024年12月に発表される。背番号22。
2025年4月5日、球団として初の公式戦となる信濃グランセローズとの試合に開幕投手として先発登板。また、球団が公式戦初勝利を挙げた5月9日のサーティーフォー相模原球場での神奈川フューチャードリームス戦では勝利投手となった。さらに、球団が公式戦ホーム初勝利を挙げた5月18日の山日YBS球場での信濃グランセローズ戦でも勝利投手となった。

## 選手としての特徴
サイドスローから最速143km/hのストレートを軸に、スライダー、シンカー、ツーシーム、伸びスラを操る。遠投108m、50m走6秒の身体能力を持つ。

## 人物
趣味はサッカー、音源制作。オイシックス在籍時には自作の曲を試合前の円陣で歌ったこともあった。好きな食べ物はラーメン。憧れの選手は林昌勇。ニックネームは「りょーすけ」「たていけ」。